# Lewis E. Eliason
Lewis Edwin Eliason (* 15. September 1850 im New Castle County, Delaware; † 2. Mai 1919 ebenda) war ein US-amerikanischer Politiker. Zwischen 1917 und 1919 war er Vizegouverneur des Bundesstaates Delaware.
Über die Jugend und Schulausbildung von Lewis Eliason ist nichts überliefert. Auch über seinen Werdegang jenseits der Politik gibt es in den Quellen keine Angaben. Politisch schloss er sich der Demokratischen Partei an. 1916 wurde er an der Seite von John G. Townsend zum Vizegouverneur von Delaware gewählt. Dieses Amt bekleidete er zwischen 1917 und seinem Tod am 2. Mai 1919. Dabei war er Stellvertreter des Gouverneurs und Vorsitzender des Staatssenats.